# Lacadée
Lacadée é uma comuna francesa na região administrativa da Nova Aquitânia, no departamento dos Pirenéus Atlânticos. Estende-se por uma área de 4,78 km². Em 2010 a comuna tinha 156 habitantes (densidade: 32,6 hab./km²).